# Юньмэнь (театр)
Театр «Юньмэнь» (театр «Облачные врата», кит. трад. 雲門舞集, упр. 云门舞集, пиньинь Yúnmén wǔjí, англ. Cloud Gate Dance Theatre). Тайваньский театр современного танца, основанный хореографом Линь Хуайминем в 1973 году.
Отталкиваясь от фольклорных источников в ранних работах, коллектив проделал значительную творческую эволюцию, вовлекая в свой хореографический язык приемы европейского балета, пекинской оперы, современного танца и классических китайских форм физической культуры (тайцзицюань и ушу), и опираясь на эстетику китайской поэзии и каллиграфии. Одновременно в ряде постановок был проработан социо-критический и политический аспект. Начиная с 1990-х годов театр достиг значительного международного успеха, и выступал с гастролями в странах Европы, Америки и в России.
Выдающийся кинооператор Кристофер Дойл работал фотографом в театре «Юньмэнь» в начале 1980-х годов.